# Albania: wolność zagrożona
Albania: wolność zagrożona (alb. Liri e kërcënuar: publicistika e viteve 1991–1997) –  zbiór esejów albańskiego pisarza Fatosa Lubonji. Po raz pierwszy został wydany w roku 1999, nakładem Wydawnictwa Përpjekja. W Polsce pierwsze wydanie ukazało się w roku 2005 w przekładzie Doroty Horodyskiej.
Zbiór trzydziestu trzech esejów znanego albańskiego publicysty i analityka Fatosa Lubonji. Teksty zostały napisane w latach 1991-2002. Albańskie wydanie książki z 1999 nie pokrywa się w całości z wydaniem polskim. Część tekstów z oryginału albańskiego nie znalazła się w polskiej edycji, w ich miejsce dołączono kilka tekstów, napisanych po 1999. Część tekstów została wcześniej opublikowana na łamach Krasnogrudy i Gazety Wyborczej. Dzieło składa się z pięciu części i aneksu.

## Treść

### Między magią, a zniszczeniem
Część pierwsza składa się z 13 tekstów, skupiających się na przedstawieniu odmienności kultury albańskiej, słabości dyskursu publicznego, jeden z tekstów przedstawia specyficzny stosunek Albańczyków do religii. Odmienny charakter posiada esej, który nadaje tytuł części - Między magią a zniszczeniem stanowiący rodzaj podróży sentymentalnej Autora przez południową Albanię.

### Transformacja a komunistyczna przeszłość
Druga część dzieła składa się z trzech tekstów, koncentrujących się na kwestii rozliczenia z komunistyczną przeszłością Albanii. Eseje podejmują kwestię odpowiedzialności twórcy w postkomunistycznej rzeczywistości, problem lustracji, a także ponownego pochówku Envera Hodży. Ostatni esej w tej części podejmuje także problem dekomunizacji i karania byłych funkcjonariuszy partii komunistycznej.

### Lata 1991 - 1997
Trzecia część koncentruje się na wydarzeniach politycznych w ciągu pierwszych siedmiu lat transformacji ustrojowej. Cezurą finalną tej części jest upadek piramid finansowych i destabilizacja państwa, do której doszło wiosną 1997. W swoich esejach Lubonja skupia się na zagrożeniach dla rodzącej się demokracji albańskiej i zagrożeniu nową dyktaturą, którą identyfikuje z działaniami Salego Berishy i skupionych wokół niego działaczy Demokratycznej Partii Albanii.

### Po upadku piramid 1998 - 2002
Czwarta część dzieła przedstawia szereg aspektów kryzysu polityczno-społecznego, którego doświadczała Albania w ciągu pierwszych pięciu lat od katastrofy 1997. Do dawnych problemów związanych z nasilaniem tendencji autorytarnych dochodzi kwestia zapominania przeszłości komunistycznej i bezkrytycznego stosunku do niej. Odmienny charakter nosi esej Urbanicydzi, przedstawiający degradację przestrzeni miejskiej, której dopuszczają się współcześni Albańczycy.

### Kosowo
Ostatnia część książki zawiera pięć esejów poświęconych skomplikowanym relacjom Albańczyków z Albanii i Albańczyków z Kosowa, a także kwestii Kosowa i możliwości współpracy Albańczyków i Serbów. Kluczowy dla tej części jest tekst Albańczycy i Kosowarzy, analizujący skomplikowaną problematykę odmiennych doświadczeń obu społeczności albańskich i kształtowania się odmiennych tożsamości, opartych o historyczne doświadczenia.

### Aneks czyli Czerwoni paszowie
Dołączony do zbioru tekst autorstwa Zygmunta Kryłowskiego stanowi rozwinięcie kwestii podjętej w tekście List do przyjaciela z Kosowa i jest ściśle związany z dyskusją podjętą przez Lubonję na temat wieloznacznej i amoralnej postawy pisarza Ismaila Kadare. Spór wokół przypisywanego pisarzowi pojęcia dysydenta został zaprezentowany na tle kontrowersyjnego poematu Czerwoni paszowie, za napisanie którego Kadare był rzekomo represjonowany przez władze komunistyczne. Bliższa analiza tekstu wskazuje jednak wyraźnie na to, że poemat stanowi socrealistyczny pean skierowany pod adresem Envera Hodży.

## Recenzje (w języku polskim)
- Tadeusz Czekalski, Gorycz i nadzieja, Tygodnik Powszechny. dod. Książki w Tygodniku 2006/17, s.16.
- Miłada Jędrysik, Lustro Fatosa, Gazeta Wyborcza, 2 marca 2006.
- Waldemar Kuligowski, Początkiem jest wolność, Czas Kultury 2006/2.
- m.b., "Studium", nr 2(56) 2006.
- Obara Karina, Wolność, czyli walka o każdy dzień, Gazeta Pomorska 12 IV 2006.